# Francesc Canosa i Farran
Francesc Canosa i Farran   (Balaguer, 1975) és un periodista, guionista i escriptor català. És llicenciat en Periodisme i doctor en Comunicació per la Facultat de Comunicació de la Fundació Blanquerna (Universitat Ramon Llull), on ara és professor. És editor de l'editorial Trípodos; guionista i director de documentals i ha treballat com a reporter i guionista de televisió a TV3, Canal Estilo, Canal 9, Tele 5, Antena 3, i a la premsa a el Singular Digital i El País, La Mañana, Avui, El Periódico. Del 2014 al 2017 ha format part de l'equip del programa Els Spin Doctors de Catalunya Ràdio. Des de setembre del 2018 dirigeix el projecte periodístic La Mira Magazine. També és el director de la revista Horitzons.

## Obres
- I love BCN. Llibres de l'índex, 2004. ISBN 9788495317834[6]
- La Barcelona Pecadora. Domènec de Bellmunt.  Barcelona: A Contra Vent, 2009. ISBN 9788493676520. Arxivat 2013-08-06 a Wayback Machine.
- República TV: La Catalunya de la primera televisió.  Barcelona: Editorial Dux, 2009.
- «El somni d'una societat i d'un periodisme. La televisió de paper 1931-1936». Treballs de Comunicació. Institut d'Estudis Catalans [Consulta: 28 març 2011].
- Entre el sabre i la bomba. Memòries d'un país i d'un partit: Unió Democràtica de Catalunya (1931-1980).  A Contra Vent, 2011. ISBN 9788493972219.
- L'imperialisme dolç. Catalunya salva Espanya del "Plan Badajoz".  Lleida: Pagès editors, 2011. ISBN 978-84-9975-131-3. Arxivat 2015-01-23 a Wayback Machine.
- Els capitans d'indústria. Mobil Books, 2014. ISBN 9788496237124.[7]
- Fumar-se el franquisme.  Barcelona: Ara llibres, 2015, p. 176. ISBN 9788415224259. Arxivat 2015-01-23 a Wayback Machine.
- Sixena: la croada de la memòria. Juneda: Fonoll, 2018. ISBN 9788494736643[8]
- Aigua a les venes. Crònica d’un miracle català universal. Juneda: Fonoll, 2021. ISBN 9788412401554[9]
- Tu, Vallverdú. Entrevista a una vida. Juneda: Fonoll, 2022. ISBN 9788412536416[10]